# Forbidden Planet (album)
Forbidden Planet è la colonna sonora originale del film Il pianeta proibito.
Una grande novità fu l'uso della musica elettronica per la colonna sonora, composta da Louis e Bebe Barron. Sebbene lodata dalla critica, la loro colonna sonora fu esclusa dalle candidature agli Oscar per una disputa sorta con la Federazione Americana Musicisti, a cui i Barron non erano iscritti.
La colonna sonora completa venne tuttavia pubblicata per la prima volta solamente nel 1976, vent'anni dopo l'uscita del film, da Planet Records in LP con numero di catalogo PR-001. L'album è stato in seguito ristampato numerose volte nel corso degli anni, sia in LP, sia in MC e CD, da diverse altre case discografiche.

## Tracce
Musiche di Louis Barron, Bebe Barron.
1. Main Titles - Overture – 2:20
2. Deceleration – 0:50
3. Once Around Altair – 1:09
4. The Landing – 0:40
5. Flurry of Dust - A Robot Approaches – 1:09
6. A Shangri-La in the Desert / Garden with Cuddly Tiger – 1:32
7. Graveyard - A Night with Two Moons – 1:15
8. "Robby, Make Me a Gown" – 1:16
9. An Invisible Monster Approaches – 0:46
10. Robby Arranges Flowers, Zaps Monkey – 1:17
11. Love at the Swimming Hole – 3:11
12. Morbius' Study – 0:37
13. Ancient Krell Music – 1:47
14. The Mind Booster - Creation of Matter – 0:56
15. Krell Shuttle Ride and Power Station – 2:31
16. Giant Footprints in the Sand – 0:45
17. "Nothing Like This Claw Found in Nature!" – 1:23
18. Robby, The Cook, and 60 Gallons of Booze – 0:56
19. Battle with Invisible Monster – 2:50
20. "Come Back to Earth With Me" – 1:17
21. The Monster Pursues - Morbius Is Overcome – 5:45
22. The Homecoming – 1:56
23. Overture Reprise – 2:13

Durata totale: 38:21